# Joaquim Rodríguez
Joaquim Rodríguez Oliver (Barcelona, 12 de mayo de 1979), apodado Purito, es un exciclista de ruta español, profesional desde 2001 hasta 2016. Durante su carrera profesional corrió en los equipos O.N.C.E. - Eroski, Saunier Duval - Prodir, Caisse d'Epargne y Team Katusha. Fue campeón de la montaña en la Vuelta a España y de la clasificación por puntos del Giro. Actualmente es embajador de la marca de bicicletas SCOTT y ropa de ciclismo SANTINI , y colabora promocionando el mundo del ciclismo con diferentes marcas. También como comentarista en televisión de las competiciones de ciclismo profesional. Es el creador de la marcha cicloturista  La Purito Andorra una marcha ciclista no competitiva que se celebra anualmente y reproduce la etapa de la Vuelta Ciclista España que diseñó el mismo recorriendo puertos íntegramente por territorio andorrano en el año 2015. Está considerada la marcha más dura de Europa con más de 4000 m de desnivel. Su hermano menor Alberto fue también ciclista profesional.
En su palmarés, Purito tiene un total de 55 victorias como profesional; además, es ganador del UCI World Ranking 2010 y el UCI WorldTour 2012 y 2013. Entre sus victorias más importantes se encuentran 14 victorias en Grandes Vueltas (2 etapas en el Giro de Italia, 3 etapas en el Tour de Francia y 9 etapas en la Vuelta a España), el Gran Premio Miguel Induráin 2010, la Vuelta a Cataluña 2010 y 2014, la Vuelta a Burgos 2011, la Flecha Valona 2012, el Giro de Lombardía 2012 y 2013 y Vuelta al País Vasco 2015. Aunque nunca ha ganado una Gran Vuelta, se ha subido al pódium en varias ocasiones (2.º en el Giro de Italia 2012 y Vuelta a España 2015 y 3.º en el Tour de Francia 2013 y Vuelta a España 2012)  Además, ha portado el maillot de líder en dos de ellas, el Giro y la Vuelta. Es uno de los 18 corredores en la historia en subirse al pódium en las tres Grandes. También ha conseguido la medalla de bronce el Mundial de Mendrisio 2009 y la medalla de plata en Florencia 2013.
En 2012 fue tercero en la Bicicleta de Oro a mejor ciclista del año.

## Biografía

### Ciclismo amateur
Nacido en Barcelona el 12 de mayo de 1979, se trasladó al País Vasco para su paso por el campo amateur, militando en el equipo Iberdrola, considerado filial del equipo profesional ONCE dirigido por Manolo Saiz. Entre sus victorias destaca la primera etapa de la Vuelta a Segovia 1999, la Subida a Gorla 2000 y el Memorial Valenciaga ese mismo año.

### Ciclismo profesional
Debutó como profesional en el año 2001 con el equipo ONCE-Eroski de la mano de Manolo Saiz. Después de su paso por el equipo Saunier Duval-Prodir fichó por el equipo Caisse d'Epargne-Illes Balears.
Entre sus logros más importantes destaca la general de la montaña en la Vuelta a España 2005, el Campeonato de España de Ciclismo 2007, ha ganado etapas en las tres Grandes Vueltas y el bronce obtenido en el Mundial de Mendrisio 2009. En 2012 consiguió el segundo lugar en el Giro de Italia, a sólo 16 segundos del ganador.
Desde su primera carrera demostró sus habilidades como escalador y como llegador.
Era un buen gregario para Alejandro Valverde, además de un magnífico rodador-escalador y por ello gozaba de libertad dentro del equipo Caisse d'Epargne consiguiendo grandes triunfos como sus dos etapas en la Tirreno-Adriático.
Fichó por el equipo ruso Katusha para 2010, con lo que a finales de 2009 abandonó el equipo Caisse d'Epargne después de haber militado en el grupo bancario los últimos cuatro años. Las negociaciones para el fichaje se cerraron durante la Vuelta a Burgos 2009, en la que el catalán ganó una etapa y se enfundó el jersey morado de líder durante una jornada. "Al margen de las mejores condiciones económicas, necesitaba nuevos retos y en Katusha han apostado por mí para que lidere el equipo en determinadas carreras, así como me han asegurado la presencia en el Tour, prueba a la que mis anteriores equipos nunca han creído conveniente llevarme y en la que tengo mucha ilusión, pues tengo ya 30 años y es la única grande que me falta por correr", comentó al cerrarse su fichaje por la escuadra rusa.
El mayor éxito de su carrera hasta el momento llegó el 27 de septiembre de 2009 cuando consiguió la medalla de bronce en el Mundial de Mendrisio de 2009 por detrás de Cadel Evans y Alexandr Kolobnev, oro y plata respectivamente.

### En el Saunier Duval
Pasó al Saunier Duval dirigido por Joxean Fernández "Matxín".
En 2004 ganó la Semana Catalana.
En 2005 ganó la Subida a Urkiola, en una edición en la que las obras obligaron a modificar el tradicional trazado de la prueba, por lo que en lugar de ascender Urkiola por su cara más dura (con sus clásicas curvas en herradura) se hizo desde la ladera menos exigente. Poco después ganó la clasificación de la montaña en la Vuelta a España.

### Gregario de lujo en Caisse d'Epargne
En 2006 fichó por el equipo Caisse d'Epargne, dirigido por Eusebio Unzué. Permaneció en el equipo cuatro temporadas en las que gran parte de su cometido fue en labores de apoyo como gregario, especialmente de Alejandro Valverde. Sin embargo durante esos años pudo conseguir algunos éxitos individuales como el Campeonato de España de Ciclismo en Ruta de 2007, disputado en Cuenca; o la medalla de bronce del Campeonato del Mundo de 2009, solamente superado por Cadel Evans y Alexandr Kolobnev.

### Líder del Katusha

#### 2010
De cara a la temporada 2010, realizó una concentración invernal en el Teide. Tras ser sexto en la París-Niza, ganó su carrera de casa al imponerse en la Volta a Cataluña. Días más tarde ganó en Navarra el G. P. Miguel Induráin, al imponerse en la empinada ascensión final a la Basílica de Puy.
Poco después redondeó su buen inicio de temporada con una victoria de etapa en la Vuelta al País Vasco, al llegar en solitario a la meta de Orio en la quinta etapa tras haber atacado y mantenido su ventaja en las cortas pero empinadas subidas a Aia y Aia-Frontón, realizando una curiosa celebración al cruzar la línea de llegada con su botellín en alto. Su victoria (y la renta obtenida respecto al resto de favoritos) le situaron tercero en la general a falta de una única etapa, la contrarreloj final, donde fue superado por Beñat Intxausti. Aunque eso le situaba como cuarto en la general final, la posterior descalificación de Alejandro Valverde (que había subido al podio como segundo) de todas las clasificaciones de esa temporada por parte de la UCI en cumplimiento de la sentencia del TAS que condenaba asimismo a Valverde a dos años de suspensión por dopaje al probarse su implicación en la Operación Puerto, hizo que Purito subiera al tercer puesto en la clasificación final oficial, aunque sin haber podido subir al podio para celebrarlo junto a Chris Horner e Intxausti.
Quedó segundo en la Flecha Valona, solamente superado por el australiano Cadel Evans.
En julio debutó en el Tour de Francia, a los 31 años.

«Estoy tremendamente ilusionado. Dicen que hasta que no corres el Tour no tienes el carnet de profesional y yo he tardado demasiado en poder obtenerlo. Ese fue uno de los motivos por los que cambié de Caisse d'Epargne al Katusha, y por fin voy a poder ver cumplido mi sueño»
Joaquím "Purito" Rodríguez

En su primera participación en la ronda gala incluyó una victoria de etapa, al imponerse en la 12.ª etapa con final en la corta pero explosiva ascensión a Mende después de arrancar del grupo de favoritos e imponerse al sprint a Alberto Contador, quien días después se enfundaría el maillot amarillo resultando finalmente vencedor del Tour de Francia 2010. Posteriormente mantuvo un buen nivel tanto en los Alpes como en los Pirineos, terminando así octavo en la clasificación general en su estreno en la Grande Boucle.
Corrió la Vuelta a España dónde consiguió 1 victoria de etapa y estuvo líder 2 días. Terminó 4.º en la general. Al final de temporada fue número 1 del UCI World Tour debido a la gran regularidad a lo largo de la temporada.

#### 2011
Su inicio de temporada se vio lastrado por un quiste en la cabeza del fémur que le obligó a tomar antiinflamatorios mientras disputaba la Tirreno-Adriático, sufriendo sus efectos secundarios y mostrándose poco competitivo. Posteriormente estuvo en el Etna entrenando en altitud durante dos semanas, donde tras sufrir durante los primeros días una gripe afinó su preparación para las siguientes carreras.
En la Vuelta al País Vasco ganó la primera etapa tras imponerse al sprint en el cuarteto que llegó en cabeza a la meta de Zumárraga tras subir el repecho de La Antigua. En las clásicas de las Árdenas, logró sendos 2.º puestos en Amstel Gold Race y Flecha Valona. Corrió el Giro de Italia dónde quedó 4.º tras la descalificación de Alberto Contador. Aprovechó el momento de forma y ganó 2 etapas en la Dauphiné Libéré. Preparó la Vuelta a España corriendo la Vuelta a Burgos dónde consiguió la clasificación general más una victoria de etapa. En la Vuelta a España consiguió llevarse dos etapas y quedó segundo en la clasificación por puntos. Fue líder un día.

#### 2012

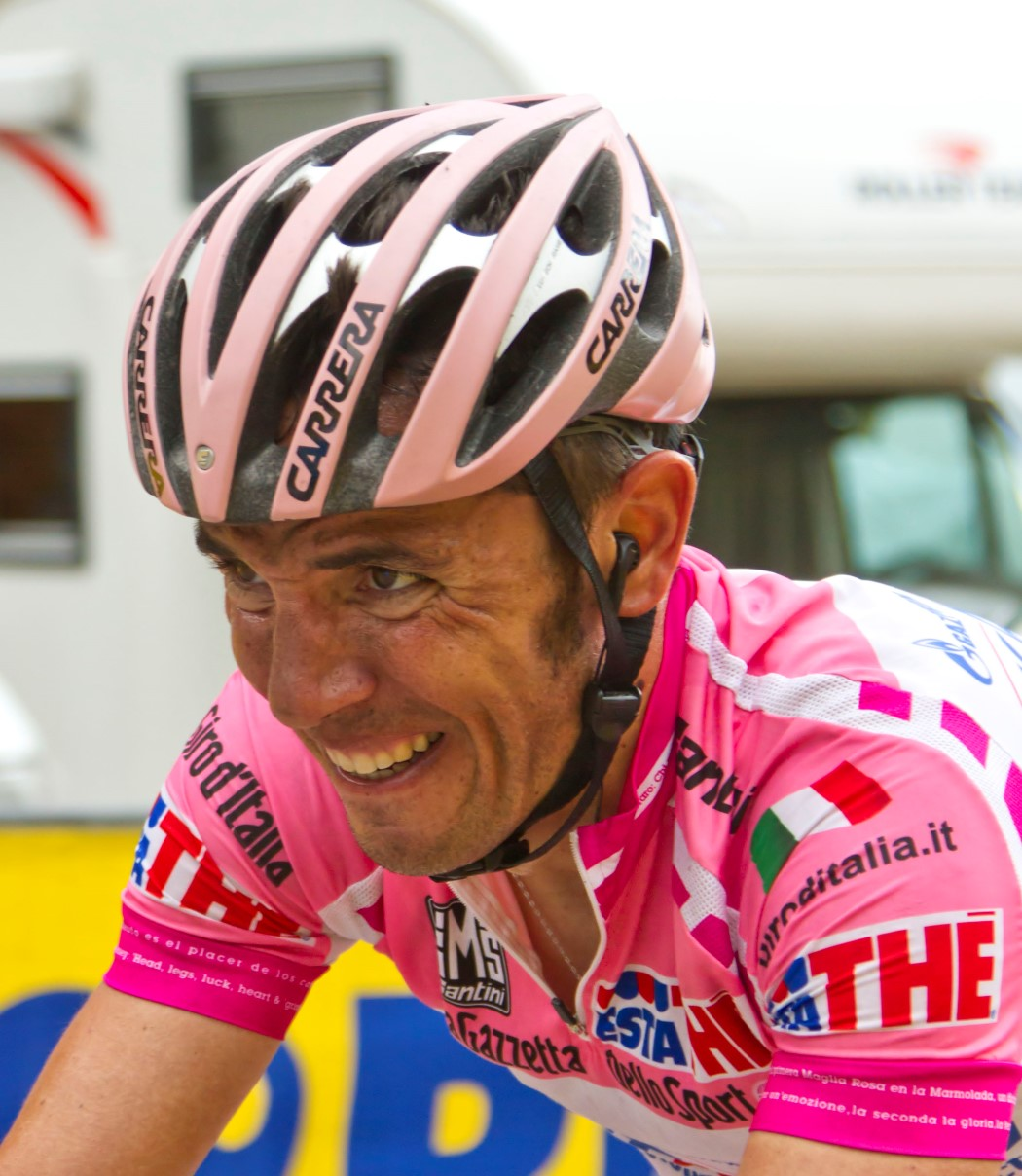
Purito con la maglia rosa del Giro de Italia 2012.

La temporada 2012 fue todo un éxito desde el principio al fin. Comenzó ganando en marzo la 6.ª etapa de la Tirreno-Adriático, en abril ganó 2 etapas en la Vuelta al País Vasco y quedó 2.º en la clasificación general. En las clásicas de las Árdenas logró conquistar la victoria en la Flecha Valona. Luego llegó la primera Gran Vuelta por etapas de la temporada, el Giro de Italia dónde quedó 2.º en la clasificación general por tan sólo 12" después de perder el liderato en la última crono. Consiguió 2 etapas y ganó también la clasificación de la regularidad. Llegó el mes de agosto y en la Vuelta a España más dura de los últimos años brilló con luz propia: Fue líder 13 días hasta el ataque de Alberto Contador camino de Fuente Dé y finalizó 3.º en la general. Además fue ganador de 3 etapas, 2.º en la clasificación por puntos, 2.º en la clasificación de la combinada y 3.º en la clasificación de la montaña. Por último se adjudicó el Giro de Lombardía en una gran exhibición bajo la lluvia convirtiéndose en el primer español en ganar este monumento. Con esta victoria se aupó al número 1 del UCI WorldTour cómo ya había conseguido en el año 2010.

#### 2013
En la campaña 2013 prosiguió con la regularidad demostrada en años anteriores, volviéndose a alzar con el número 1 del UCI WorldTour por tercera vez en su carrera deportiva.
Consiguió subir al podio del Tour de Francia en tercera posición, solamente superado por Chris Froome y Nairo Quintana, cerrando así su presencia en el podio de las tres Grandes Vueltas. En la Vuelta a España finalizó en cuarta posición, además de conseguir una etapa con final en Alto del Naranco.
En la parte final del año disputó el Mundial de Ruta en Florencia (Italia) donde consiguió una amarga medalla de plata, al verse superado por Rui Costa, ante la controvertida actuación de su compañero de selección Alejandro Valverde, que a la postre finalizó tercero.
Una semana más tarde repitió victoria en el Giro de Lombardía lo que le valió para certificar su victoria en el UCI WorldTour.

#### 2014
El 2014 cambió su calendario con miras al Giro de Italia, principal objetivo de la temporada. Comenzó corriendo en San Luis y luego en el Tour de Dubái y Omán. Posteriormente hizo una concentración en el Teide, descartando correr la Tirreno-Adriático. Sí participó de la Volta a Cataluña, carrera que ganó y nuevamente se concentró en Canarias, renunciando a la Vuelta al País Vasco. Sus siguientes carreras fueron las Clásicas de las Ardenas donde le fue peor de lo imaginado. Una caída en la Amstel Gold Race lo obligó a abandonar debido a un fuerte golpe en el pecho, tres días después corrió la Flecha Valona y aunque los dolores continuaban logró finalizar y en Lieja nuevamente abandonó, tras no recuperarse de la caída de la semana anterior.
Igualmente llegó al Giro como favorito, aunque en la etapa contrarreloj por equipos el Katusha perdió 1 minuto y medio con respecto a equipos como el BMC y Omega Pharma, formaciones que contaban con algunos de los rivales del catalán, como Cadel Evans y Rigoberto Urán. Pero una nueva caída casi finalizando la sexta jornada le quitó toda posibilidad de pelear por la carrera. Culminó la jornada a casi 8 minutos y no salió al día siguiente, confirmando que se había fracturado un dedo y una costilla y que además ya venía de dos costillas rotas en la Amstel Gold Race.
Fue confirmado por el Katusha como integrante del equipo en el Tour de Francia aunque no acudirá como líder, tomando la ronda gala como preparación para la Vuelta a España y el mundial.

#### 2015
Empezó este año compitiendo en varias competiciones menores, pero al principio del año anunció que no iba a disputar el Giro de Italia y que se iba a reservar para intentar hacer un gran papel en la edición n.º 102 del Tour de Francia.
En el Tour de Francia, consiguió la victoria en la 3.ª etapa, con final en el Muro de Huy, tras una gran arrancada en los metros finales. Pierde comba en la clasificación general, después de una mala contrarreloj de su equipo Katusha, y de un mal día en la primera jornada de montaña. Sin embargo, en la 12.ª etapa, una jornada montañosa con final en Plateau de Beille, se integra en la escapada, y consigue superar a sus rivales en la ascensión final, haciéndose así con su segunda victoria de etapa.
En la Vuelta a España consiguió una meritoria segunda posición en la clasificación general.

#### 2016
El 11 de julio de 2016 anunció su retirada del ciclismo tras diecisiete temporadas como profesional y con 37 años de edad. La retirada fue efectiva tras la disputa de los Juegos Olímpicos de Río de Janeiro 2016 donde obtuvo diploma olímpico al acabar en quinta posición.

### Tras la retirada
El 20 de octubre de 2016 Purito y el novel equipo Bahrain-Merida, anunciaron una nueva etapa, esta vez como embajador y mentor de jóvenes ciclistas.
Tras tres años en el conjunto bareiní, a partir de 2020 se convirtió en embajador de la marca de bicicletas. Actualmente es embajador de la marca SCOTT. Es creador de la marcha cicloturista LA PURITO ANDORRA.

## El apodo de "Purito"
El apodo de Purito tiene su origen en un entrenamiento de cuando pertenecía a la ONCE de Manolo Saiz, durante una concentración en El Bosque (Cádiz). Allí, subiendo un puerto con Laurent Jalabert y los otros capos del equipo, escenificó un ataque simulando que se fumaba un puro para evidenciar que iba sobrado de fuerzas.
Este apodo se extendió por toda la prensa hasta el punto de ser más conocido como Purito Rodríguez que como Joaquim Rodríguez.[cita requerida]

## Palmarés
| 2001 - Escalada a Montjuic, más 1 etapa 2003 - 1 etapa de la París-Niza - 1 etapa de la Vuelta a España 2004 - Semana Catalana 2005 - Urkiola Igoera - Clasificación de la montaña de la Vuelta a España 2006 - 1 etapa de la París-Niza - 1 etapa de la Escalada a Montjuic 2007 - Klasika Primavera - Prueba Villafranca-Ordiziako Klasika - Campeonato de España de Ciclismo en Ruta 2008 - 1 etapa de la Tirreno-Adriático 2009 - 1 etapa de la Tirreno-Adriático - 1 etapa de la Vuelta a Burgos - 3.º en el Campeonato Mundial en Ruta 2010 - Volta a Cataluña - Gran Premio Miguel Induráin - 1 etapa de la Vuelta al País Vasco - 1 etapa del Tour de Francia - 1 etapa de la Vuelta a España - UCI World Ranking | 2011 - 1 etapa de la Vuelta al País Vasco - 2 etapas del Critérium del Dauphiné - Vuelta a Burgos, más 1 etapa - 2 etapas de la Vuelta a España - 3.º en el UCI WorldTour 2012 - 1 etapa de la Tirreno-Adriático - 2 etapas de la Vuelta al País Vasco - Flecha Valona - 2.º en el Giro de Italia, más 2 etapas y clasificación por puntos - 3.º en la Vuelta a España, más 3 etapas - Giro de Lombardía - UCI WorldTour 2013 - 1 etapa del Tour de Omán - 1 etapa de la Tirreno-Adriático - 3.º en el Tour de Francia - 1 etapa de la Vuelta a España - 2.º en el Campeonato Mundial en Ruta - Giro de Lombardía - UCI WorldTour 2014 - Volta a Cataluña, más 1 etapa 2015 - Vuelta al País Vasco, más 2 etapas - 2 etapas del Tour de Francia - 2.º en la Vuelta a España, más 1 etapa y la clasificación de la combinada - 2.º en el UCI WorldTour |

## Resultados
Durante su carrera deportiva consiguió los siguientes puestos en Grandes Vueltas y carreras de un día:

### Grandes Vueltas
| Carrera | Carrera         | 2001 | 2002 | 2003 | 2004 | 2005 | 2006 | 2007 | 2008 | 2009 | 2010 | 2011 | 2012 | 2013 | 2014 | 2015 | 2016 |
| ------- | --------------- | ---- | ---- | ---- | ---- | ---- | ---- | ---- | ---- | ---- | ---- | ---- | ---- | ---- | ---- | ---- | ---- |
|         | Giro de Italia  | 80.º | —    | —    | —    | 80.º | —    | —    | 17.º | Ab.  | —    | 4.º  | 2.º  | —    | Ab.  | —    | —    |
|         | Tour de Francia | —    | —    | —    | —    | —    | —    | —    | —    | —    | 7.º  | —    | —    | 3.º  | 54.º | 29.º | 7.º  |
|         | Vuelta a España | —    | —    | 26.º | 42.º | 38.º | 17.º | —    | 6.º  | 7.º  | 3.º  | 19.º | 3.º  | 4.º  | 4.º  | 2.º  | —    |

### Vueltas menores
| Carrera | Carrera                | 2001 | 2002 | 2003 | 2004 | 2005 | 2006 | 2007 | 2008 | 2009 | 2010 | 2011 | 2012 | 2013 | 2014 | 2015 | 2016 |
| ------- | ---------------------- | ---- | ---- | ---- | ---- | ---- | ---- | ---- | ---- | ---- | ---- | ---- | ---- | ---- | ---- | ---- | ---- |
|         | París-Niza             | 33.º | 22.º | 22.º | —    | 30.º | 42.º | 10.º | —    | —    | 6.º  | —    | —    | —    | —    | —    | —    |
|         | Tirreno-Adriático      | —    | —    | —    | 10.º | —    | —    | —    | 34.º | 15.º | —    | 67.º | 6.º  | 5.º  | —    | 13.º | 81.º |
|         | Volta a Cataluña       | —    | Ab.  | 46.º | 51.º | —    | 14.º | —    | —    | —    | 1.º  | —    | —    | 2.º  | 1.º  | —    | 11.º |
|         | Vuelta al País Vasco   | —    | 62.º | Ab.  | —    | 12.º | —    | 9.º  | —    | —    | 3.º  | 11.º | 2.º  | —    | —    | 1.º  | 5.º  |
|         | Tour de Romandía       | —    | —    | —    | Ab.  | —    | 13.º | 15.º | —    | —    | —    | —    | —    | —    | —    | —    | —    |
|         | Critérium del Dauphiné | —    | —    | —    | —    | —    | —    | —    | —    | —    | —    | 5.º  | —    | 16.º | —    | 8.º  | Ab.  |
|         | Vuelta a Suiza         | —    | —    | —    | —    | —    | —    | 17.º | —    | —    | 9.º  | —    | —    | —    | —    | —    | —    |

### Clásicas, Campeonatos y JJ. OO.
| Carrera               | Carrera               | 2001          | 2002          | 2003          | 2004  | 2005          | 2006          | 2007          | 2008 | 2009          | 2010          | 2011          | 2012 | 2013          | 2014          | 2015          | 2016 |
| --------------------- | --------------------- | ------------- | ------------- | ------------- | ----- | ------------- | ------------- | ------------- | ---- | ------------- | ------------- | ------------- | ---- | ------------- | ------------- | ------------- | ---- |
|                       | Milán-San Remo        | —             | —             | —             | 111.º | —             | —             | —             | —    | 58.º          | 132.º         | —             | —    | —             | —             | —             | —    |
| Amstel Gold Race      | Amstel Gold Race      | —             | —             | Ab.           | —     | 29.º          | 96.º          | 11.º          | 8.º  | 42.º          | Ab.           | 2.º           | 24.º | Ab.           | Ab.           | 32.º          | Ab.  |
| Flecha Valona         | Flecha Valona         | —             | —             | —             | 72.º  | 23.º          | 33.º          | 76.º          | 8.º  | 29.º          | 2.º           | 2.º           | 1.º  | 6.º           | 70.º          | 4.º           | 28.º |
|                       | Lieja-Bastoña-Lieja   | —             | Ab.           | —             | —     | 24.º          | 12.º          | 75.º          | 15.º | 2.º           | 41.º          | 26.º          | 15.º | 2.º           | Ab.           | 3.º           | 8.º  |
| Clásica San Sebastián | Clásica San Sebastián | 54.º          | —             | —             | 30.º  | 2.º           | 8.º           | 54.º          | 12.º | 33.º          | 5.º           | 3.º           | 8.º  | —             | 3.º           | 5.º           | 4.º  |
|                       | Giro de Lombardía     | —             | —             | 32.º          | 20.º  | —             | Ab.           | Ab.           | 28.º | Ab.           | Ab.           | 3.º           | 1.º  | 1.º           | 8.º           | —             | Ab.  |
| JJ. OO. (Ruta)        | JJ. OO. (Ruta)        | No se disputó | No se disputó | No se disputó | —     | No se disputó | No se disputó | No se disputó | —    | No se disputó | No se disputó | No se disputó | —    | No se disputó | No se disputó | No se disputó | 5.º  |
| Mundial en Ruta       | Mundial en Ruta       | —             | —             | —             | —     | —             | 72.º          | 65.º          | 6.º  | 3.º           | —             | —             | 28.º | 2.º           | 33.º          | Ab.           | —    |
| España en Ruta        | España en Ruta        | —             | —             | —             | —     | —             | —             | 1.º           | —    | —             | —             | —             | —    | —             | —             | —             | 37.º |

 —: No participa

Ab.: Abandona

X: Ediciones no celebradas

## Equipos
- ONCE-Eroski (2001-2003)
  - ONCE-Eroski-Würth (2001)
  - ONCE-Eroski (2002-2003)
- Saunier-Duval-Prodir (2004-2005)
- Caisse d'Epargne/Illes Balears (2006-2009)
  - Caisse d'Epargne-Illes Balears (2006)
  - Caisse d'Epargne (2007-2009)
- Katusha (2010-2016)
  - Team Katusha (2010)
  - Katusha Team (2011-2012)
  - Katusha (2013)
  - Team Katusha (2014-2016)